# Eurozona
Eurozona, službeno na hrvatskom jeziku nazvana europodručjem (ponekad u hrvatskom jeziku nazvana i kao područje eura, euro-područje, euro-zona, eursko područje te zona eura), monetarna je unija 20 država članica Europske unije (EU) koje su usvojile euro (€) kao svoju primarnu valutu i jedino zakonsko sredstvo plaćanja. Monetarna vlast eurozone je Eurosustav. Sedam članica Europske unije i dalje koristi vlastite nacionalne valute, iako će većina njih u budućnosti morati ili je dužna usvojiti euro.
Eurozonu čine Austrija, Belgija, Cipar, Estonija, Finska, Francuska, Njemačka, Grčka, Hrvatska, Irska, Italija, Latvija, Litva, Luksemburg, Malta, Nizozemska, Portugal, Slovačka, Slovenija i Španjolska. Ostale države EU, osim Danske, obvezne su se pridružiti kad ispune kriterije za to. Nijedna država nije napustila eurozonu i ne postoje odredbe kojima bi to mogle učiniti ili biti protjerane iz eurozone. Andora, Monako, San Marino i Vatikan imaju formalne sporazume s EU da euro koriste kao službenu valutu i izdaju vlastite kovanice. Kosovo i Crna Gora usvojili su euro jednostrano i stoga te zemlje službeno nisu dio eurozone i nemaju predstavništvo u Europskoj središnjoj banci (ESB) ili u Euroskupini.
ESB, kojim upravlja predsjednik i odbor šefova nacionalnih središnjih banaka, određuje monetarnu politiku eurozone. Glavni zadatak ESB-a je držati inflaciju pod kontrolom. Iako za valutnu uniju ne postoji zajednička zastupljenost, upravljanje niti fiskalna politika, određena se suradnja odvija kroz Euroskupinu, koja donosi političke odluke u vezi s eurozonom i eurom. Euroskupinu čine ministri financija država eurozone, ali u hitnim slučajevima nacionalni čelnici također čine Euroskupinu.
Od financijske krize 2007. – 2008., Eurozona je uspostavila i koristila odredbe za odobravanje hitnih zajmova državama članicama u zamjenu za donošenje ekonomskih reformi. Eurozona je također provela određenu ograničenu fiskalnu integraciju: na primjer, u međusobnom pregledu nacionalnih proračuna zemalja članica. Pitanje je političko i mijenja pogled oko toga koje će daljnje odredbe biti dogovorene za promjenu eurozone.

## Teritorij

### Zemlje članice Europske unije
Godine 1998. jedanaest država članica Europske unije ispunilo je kriterije konvergencije eura, a eurozona je nastala službenim lansiranjem eura (samo u virtualnom obliku, koji je postojao uz bok s tadašnjim nacionalnim valutama) 1. siječnja 1999. godine. 
Grčka se kvalificirala 2000. godine i primljena je u eurozonu 1. siječnja 2001., godinu dana prije uvođenja fizičkih novčanica i kovanica eura - 1. siječnja 2002. godine, istodobno zamjenjujući sve nacionalne valute u eurozoni. Između 2007. i 2015. eurozoni je pristupilo sedam novih država. Posljednja je Eurozoni pristupila Hrvatska 1. siječnja 2023. godine 
| Država     | Nadnevak usvajanja | Stanovništvo (2019. godine) | Nominalni BND 2014. godine (USD, milijuni) | Relativni nominalni BND od ukupnog | Nominalni BND po stanovniku, 2014. godine (USD) | Valuta prije eura   | Iznimke                                              | ISO kod |
| ---------- | ------------------ | --------------------------- | ------------------------------------------ | ---------------------------------- | ----------------------------------------------- | ------------------- | ---------------------------------------------------- | ------- |
| Austrija   | 1. siječnja 1999.  | 8.858.775                   | 423.906                                    | 3,18%                              | 49.670                                          | Austrijski šiling   |                                                      | AT      |
| Belgija    | 1. siječnja 1999.  | 11.467.923                  | 530.558                                    | 4,18%                              | 47.260                                          | Belgijski franak    |                                                      | BE      |
| Cipar      | 1. siječnja 2008.  | 875.898                     | 22.519                                     | 0,18%                              | 26.370                                          | Ciparska funta      | Sjeverni Cipar                                       | CY      |
| Estonija   | 1. siječnja 2011.  | 1.324.820                   | 24.994                                     | 0,20%                              | 19.030                                          | Estonska kruna      |                                                      | EE      |
| Finska     | 1. siječnja 1999.  | 5.517.919                   | 264.554                                    | 2,08%                              | 48.420                                          | Finska marka        |                                                      | FI      |
| Francuska  | 1. siječnja 1999.  | 67.028.048                  | 2.844.284                                  | 22,39%                             | 42.960                                          | Francuski franak    | Nova Kaledonija Francuska Polinezija Wallis i Futuna | FR      |
| Hrvatska   | 1. siječnja 2023.  |                             |                                            |                                    |                                                 | Hrvatska kuna       |                                                      | HR      |
| Njemačka   | 1. siječnja 1999.  | 83.019.214                  | 3.853.623                                  | 30,34%                             | 47.640                                          | Njemačka marka      |                                                      | DE      |
| Grčka      | 1. siječnja 2001.  | 10.722.287                  | 250.095                                    | 1,97%                              | 22.680                                          | Grčka drahma        |                                                      | GR      |
| Irska      | 1. siječnja 1999.  | 4.904.226                   | 214.711                                    | 1,69%                              | 46.550                                          | Irska funta         |                                                      | IE      |
| Italija    | 1. siječnja 1999.  | 60.359.546                  | 2.147.247                                  | 16,91%                             | 34.270                                          | Talijanska lira     |                                                      | IT      |
| Latvija    | 1. siječnja 2014.  | 1.919.968                   | 30.413                                     | 0,24%                              | 15.280                                          | Letonski lats       |                                                      | LV      |
| Litva      | 1. siječnja 2015.  | 2.794.184                   | 45.185                                     | 0,36%                              | 15.430                                          | Litavski litas      |                                                      | LT      |
| Luksemburg | 1. siječnja 1999.  | 613.894                     | 42.256                                     | 0,33%                              | 75.990                                          | Luksemburški franak |                                                      | LU      |
| Malta      | 1. siječnja 2008.  | 493.559                     | 8.889                                      | 0,07%                              | 21.000                                          | Malteška lira       |                                                      | MT      |
| Nizozemska | 1. siječnja 1999.  | 17.282.163                  | 874.590                                    | 6,89%                              | 51.890                                          | Nizozemski gulden   | Aruba Curaçao Sint Maarten Karipska Nizozemska       | NL      |
| Portugal   | 1. siječnja 1999.  | 10.276.617                  | 222.126                                    | 1,75%                              | 21.360                                          | Portugalski eskudo  |                                                      | PT      |
| Slovačka   | 1. siječnja 2009.  | 5.450.421                   | 96.200                                     | 0,76%                              | 17.750                                          | Slovačka kruna      |                                                      | SK      |
| Slovenija  | 1. siječnja 2007.  | 2.080.908                   | 48.625                                     | 0,38%                              | 23.580                                          | Slovenski tolar     |                                                      | SI      |
| Španjolska | 1. siječnja 1999.  | 46.934.632                  | 1.366.027                                  | 10,75%                             | 29.440                                          | Španjolska pezeta   |                                                      | ES      |
| Eurozona   | Eurozona           | 341.925.002                 | 13.265.378                                 | 100%                               | 39.162                                          | N/A                 | N/A                                                  |         |

### Teritoriji država članica Europske unije - izvan Europske unije
Tri ovisna teritorija država članica EU-a, koja nisu dio EU usvojila su euro:
- Teritorijalna kolektivnost Svetog Bartolomeja (francuski teritorij, pri čemu Francuska osigurava provođenje zakona eurozone)
- Prekomorska kolektivnost Svetog Petra i Mikelona (francuski teritorij, pri čemu Francuska osigurava provođenje zakona o eurozoni)
- Francuski južni i antarktički teritoriji (francuski teritorij, pri čemu Francuska osigurava provođenje zakona o eurozoni)

### Upotreba eura ne-članica EU

#### Uz službeni dogovor
Euro se koristi i u zemljama izvan EU. Četiri države - Andora, Monako, San Marino i Vatikan - potpisale su sporazume s EU o korištenju eura i izdavanju vlastitih kovanica. Ipak, ESB ih ne smatra dijelom eurozone i nemaju predstavnike u ESB-u ili Euroskupini.
Nekoliko je valuta vezano za euro, neke od njih s rasponom fluktuacije, a druge s fiksnom stopom. Na primjer, zapadnoafrički i srednjoafrički franak CFA vezani su s fiksnim tečajem od 655.957 CFA za 1 EUR. 1998. godine, očekujući Ekonomsku i monetarnu uniju Europske unije, Vijeće Europske unije pregledalo je monetarne ugovore koje je Francuska imala sa zonom CFA i Komorima i presudilo da ESB nema obvezu prema konvertibilnosti CFA i komorskih franaka. Odgovornost za slobodnu konvertibilnost ostala je na francuskoj riznici.

#### Nesporazumna
Kosovo i Crna Gora službeno su usvojili euro kao svoju valutu bez sporazuma s EU-om, i prema tome nemaju prava izdavanja kovanica eura. ESB te države ne smatra dijelom eurozone. Međutim, ponekad se pojam eurozona primjenjuje na sva područja koja su usvojila euro kao svoju valutu. ESB i EU protive se jednostranom usvajanju eura (euroizacija) u zemaljama ne-članicama EU.

### Proširenja eurozone kroz povijest i tečajni režimi za članice EU
Grafikon u nastavku daje cjelovit sažetak svih primjenjivih tečajnih režima za članice EU, budući da je Europski monetarni sustav sa svojim tečajnim mehanizmom i povezanom novom zajedničkom valutom ECU stvoren 13. ožujka 1979. Euro je zamijenio ECU u omjeru 1:1 na tržištima deviznih tečajeva, 1. siječnja 1999. Tijekom 1979. – 1999. godine, njemačka marka je funkcionirala kao de facto sidro za ECU, što znači da je postojala samo manja razlika između vezivanja neke valute s ECU-om i vezujući je s njemačkom markom.
Eurozona je stvorena s prvih 11 država članica 1. siječnja 1999. Prvo proširenje eurozone, na Grčku, dogodilo se 1. siječnja 2001., godinu dana prije nego što je euro fizički ušao u opticaj. Sljedeće proširenje odnosilo se na države koje su se pridružile EU 2004. godine, kada se eurozoni pridružile: Slovenija (2007. godine), Cipar (2008. godine), Malta (2008. godine), Slovačka (2009. godine), Estonija (2011. godine), Latvija (2014. godine), Litva (2015. godine) i Hrvatska (2023. godine).
Sve nove članice EU koje se pridružuju bloku nakon potpisivanja Ugovora iz Maastrichta 1992. godine obvezne su usvojiti euro prema uvjetima svojih pristupnih ugovora. Međutim, posljednji od pet kriterija ekonomske konvergencije koje je prvo potrebno ispuniti kako bi se kvalificiralo za usvajanje eura, kriterij je stabilnosti tečaja, koji zahtijeva članstvo u ERM-u najmanje dvije godine bez nazočnosti "ozbiljne napetosti" za tečaj valute.
U rujnu 2011. diplomatski izvor blizak pregovorima o pripremama za usvajanje eura sa sedam tadašnjih novih država članica koje još tada nisu bile usvojile euro (Bugarska, Češka, Mađarska, Latvija, Litva, Poljska i Rumunjska), tvrdio je da će monetarna unija (eurozone) za koje su mislili da će im se gore navedene države pridružiti nakon potpisivanja njihovog ugovora o pristupanju, vrlo vjerojatno završiti kao vrlo različita unija  - koja podrazumijeva puno bližu fiskalnu, ekonomsku i političku konvergenciju. To bi promijenilo pravni status eurozone, te bi potencijalno moglo dovesti do zaključka da ove države nisu obvezne ući u tu novu, drugačiju eurozonu, jer to više nije ista zajednica kao ona opisana u pretpristupnim pregovorima ovih zemalja s EU.
| država     | stara valuta        | tečaj razmjene (euro u jedinicama stare valute) | godina |
| ---------- | ------------------- | ----------------------------------------------- | ------ |
| Belgija    | Belgijski franak    | 40,3399                                         | 1999.  |
| Luksemburg | Luksemburški franak | 40,3399                                         | 1999.  |
| Njemačka   | Njemačka marka      | 1,95583                                         | 1999.  |
| Španjolska | Španjolska pezeta   | 166,386                                         | 1999.  |
| Francuska  | Francuski franak    | 6,55957                                         | 1999.  |
| Irska      | Irska funta         | 0,787564                                        | 1999.  |
| Italija    | Talijanska lira     | 1936,27                                         | 1999.  |
| Nizozemska | Nizozemski gulden   | 2,20371                                         | 1999.  |
| Austrija   | Austrijski šiling   | 13,7603                                         | 1999.  |
| Portugal   | Portugalski eskudo  | 200,482                                         | 1999.  |
| Finska     | Finska marka        | 5,94573                                         | 1999.  |
| Grčka      | Grčka drahma        | 340,75                                          | 2001.  |
| Slovenija  | Slovenski tolar     | 239,64                                          | 2007.  |
| Cipar      | Ciparska funta      | 0,585274                                        | 2008.  |
| Malta      | Malteška lira       | 0,4293                                          | 2008.  |
| Slovačka   | Slovačka kruna      | 30,126                                          | 2009.  |
| Estonija   | Estonska kruna      | 15,6466                                         | 2011.  |
| Latvija    | Letonski lats       | 0,702804                                        | 2014.  |
| Litva      | Litavski litas      | 3,4528                                          | 2015.  |
| Hrvatska   | Hrvatska kuna       | 7,53450                                         | 2023.  |

### Buduće proširenje
Države (Bugarska, Češka, Danska, Mađarska, Poljska, Rumunjska i Švedska) članice su EU-a, ali ne koriste euro. Prije pristupanja eurozoni država mora provesti najmanje dvije godine u Europskom mehanizmu deviznih tečajeva (ERM II). Od rujna 2020., Nacionalna središnja banka (NCB) Danske, Bugarska središnja banka (BNB) i Hrvatska središnja banka (HNB) sudjeluju u ERM II.
Danska je u izvornom ugovoru iz Maastrichta dobila posebnu mogućnost izuzetka i stoga je pravno izuzeta od ulaska u eurozonu, osim ako njena vlada ne odluči drugačije, bilo parlamentarnim glasanjem ili referendumom. Ujedinjeno Kraljevstvo je također imalo mogućnost izuzetka prije istupanja iz EU 2020. godine. Danska je tako jedina zemlja koja sudjeluje u ERM II a da nije obvezna uvesti euro kao svoju valutu.
Preostalih sedam zemalja obvezno je usvojiti euro u budućnosti, iako EU do sada nije pokušala primorati ih na to u nekakvom vremenskom roku. One bi se trebale pridružiti eurozoni čim ispune konvergencijske kriterije, koji među ostalim uključuju i biti dijelom ERM II, i to tijekom minimalno dvije godine. Švedska, koja se pridružila EU-u 1995. godine, nakon potpisivanja Ugovora iz Maastrichta, dužna je pristupiti eurozoni. Međutim, švedski narod odbio je usvajanje eura na referendumu 2003. godine i od tada ova zemlja namjerno izbjegava ispuniti uvjet za usvajanje eura - ne pristupanjem ERM-u II, koje je dobrovoljno. To drugim riječima znači da je ulazak u eurozonu de facto dobrovoljno za sve zemlje članice Unije, jer kako bi ušle u eurozonu, one se prvo moraju aplicirati za ulazak u ERM II - a ta je odluka dobrovoljna.
Bugarska i Hrvatska pridružile su se ERM II 10. srpnja 2020.
Zanimanje za pridruživanje eurozoni povećalo se u Danskoj, a u početku i u Poljskoj, kao rezultat financijske krize 2008. godine. Na Islandu je iz istog razloga porastao interes za pridruživanje Europskoj uniji, što je bio preduvjet za usvajanje eura.  Međutim, do 2010. dužnička kriza u eurozoni izazvala je zahlađenje interesa u Poljskoj, ali i Češkoj.

### Protjerivanje i izlazak iz eurozone
Po mišljenju novinara Leigha Phillipsa i Charlesa Proctora iz međunarodnog odvjetničkog društva Locke Lord, niti u jednom ugovoru Europske unije ne postoji odredba o izlasku iz eurozone. U stvari, oni tvrde da Ugovori jasno pokazuju da bi proces monetarne unije trebao biti "nepovratan" i "neopoziv". Međutim, 2009. godine, pravna studija Europske središnje banke tvrdila je da, iako izlazak iz eurozone zakonski nije moguć, protjerivanje iz nje je  "zamislivo". Iako izričita odredba o opciji izlaska ne postoji, mnogi stručnjaci i političari u Europi predložili su da se opcija napuštanja eurozone treba uključiti u relevantne ugovore.
Po pitanju napuštanja eurozone, Europska komisija izjavila je da je „nepovratnost članstva u europodručju sastavni dio okvira Ugovora i Komisija, kao čuvar Ugovora o EU, namjerava u potpunosti poštovati [tu neopozivost]."  Dodala je da "ne namjerava predložiti [bilo koju] izmjenu i dopunu" relevantnih Ugovora, a trenutni status je "najbolji način za napredak u povećanju otpornosti država članica europodručja na potencijalne ekonomske i financijske krize.'' Europska središnja banka, odgovarajući na pitanje člana Europskog parlamenta, izjavila je da izlaz nije dozvoljen prema Ugovorima.
Isto tako ne postoji odredba da država bude izbačena iz eura. Međutim, neki, uključujući nizozemsku vladu, favoriziraju stvaranje odredbe o protjerivanju u slučaju kada teško zadužena država u eurozoni odbija poštovati politiku ekonomske reforme EU-a.
U teksaškom pravnom časopisu Sveučilišta Teksas u Austinu, profesor prava Jens Dammann, ustvrdio je da čak i sada zakon EU-a sadrži implicitno pravo državama članicama da napuste eurozonu ako više ne ispunjavaju kriterije koje su morale ispuniti da bi joj se pridružile. Nadalje, sugerirao je da pod uskim okolnostima Europska unija može protjerati države članice iz eurozone.
Profesor ekonomije i političkih znanosti Barry Eichengreen s Kalifornijskog sveučilišta Berkeley, tvrdio je 2007. godine da je „europski skok u monetarnu uniju... koju čini... Italija, Španjolska, Portugal i Grčka.... bila pogreška", te da „iako prekid nije nemoguć ... malo je vjerojatan", s obzirom na tehničke, političke i nadasve ekonomske prepreke. "Od prve minute kad bi se pročulo", ustvrdio je Eisengreen, "da [Grčka] vlada raspravljala o mogućnosti [Grexita] ulagači će prodati svoje grčke dionice i obveznice" te će "nastupiti punopravna financijska panika ... potpuni bank run." U 2011. godini još uvijek je vjerovao da je vjerojatnost Grexita "vrlo niska", a u slučaju pokretanja bilo kakvog ''bank runa'' "grčka bi vlada gotovo sigurno dobila potporu za svoje banke od svojih partnera iz Europske unije i Europske središnje banke, jer je, prema njegovu mišljenju, više financijskih kriza u drugim europskim zemljama ... je posljednje što njemačko poslovanje želi." Kako je rekao, "njemačko ekonomsko čudo u posljednjih deset godina može se sažeti u jednu riječ: izvoz. A izvoznu konkurentnost zemlje uvelike je poboljšao tečaj eura koji je na razumnim razinama sputan činjenicom da Njemačka dijeli valutu s drugim slabijim gospodarstvima."
U slučaju Grčke, jedna od dodatnih prepreka koju analitičari predstavljaju jest da, ako bi Grčka zamijenila euro novom nacionalnom valutom, to ne bi bilo moguće postići dovoljno brzo. Novčanice od papira moraju se tiskati i kovati kovanice, što bi trajalo oko "šest mjeseci". Promjena, prema blogeru The Economista, bi vjerojatno zahtijevala konvertiranje bankovnih depozita iz eura u novu valutu, a ta bi vjerojatnost mogla dovesti do odlaska novca iz zemlje, kao i do grčkih stanovnika koji podižu gotovinu iz banaka, što bi dovelo do bank run-a (engl. izraz koji bi se mogao prevesti kao ''bankovno trčanje'' ili ''trčanje u banku'' - događa se kada mnogi klijenti povuku novac iz banke, jer vjeruju da banka može prestati funkcionirati u bliskoj budućnosti, što dovodi do njene propasti) i kontrola kapitala (kontrole kapitala su mjere koje se temelje na prebivalištu, poput poreza na transakcije, drugih ograničenja ili izravnih zabrana koje nacionalna vlada može koristiti za reguliranje tokova s tržišta kapitala na i s računa kapitala zemlje). Ovo nije bila samo izjava blogera, jer je Grčka zapravo imala tendencije bank run-a, a na snazi su bile kontrole kapitala, bez ikakvih odluka o njihovom povlačenju.

## Administracija i zastupanje
Monetarnom politikom svih zemalja eurozone upravljaju Europska središnja banka (ESB) i Eurosustav koji čine ESB i središnje banke država EU koje su se pridružile eurozoni. Zemlje izvan eurozone nisu zastupljene u tim institucijama. Iako su sve države članice EU dio Europskog sustava središnjih banaka (ESSB), države članice koje nisu članice EU nemaju pravo glasa u sve tri institucije, čak ni one s monetarnim sporazumima, poput Monaka. ESB ima pravo odobriti dizajn i tiskanje novčanica eura i količinu kovanica eura, a njezina je predsjednica trenutno Christine Lagarde .
Eurozonu politički zastupaju ministri financija zemalja članica eurozone, poznati pod zajedničkim nazivom Euroskupina, koji među sobom biraju predsjednika eurozone, trenutačno Paschal Donohoe, ministar financija Irske. Ministri financija država članica EU koje koriste euro sastaju se dan prije sastanka Vijeća za ekonomska i financijska pitanja (Ecofin) Vijeća Europske unije (na kojem sudjeluju ministri financija svih EU zemalja članica). Ova grupa nije službena formacija Vijeća, ali kada cijelo vijeće EcoFina glasa o pitanjima koja utječu samo na eurozonu, samo članovi Euroskupine mogu glasati o njoj.
Od globalne financijske krize 2007.-2008., Euroskupina se sastajala redovito i to ne kao ministri financija, već kao šefovi država i vlada (poput Europskog vijeća). Upravo na ovom forumu, nazvanim Euro summit, odlučeno je o mnogim reformama eurozone. 2011. godine bivši francuski predsjednik Nicolas Sarkozy založio se za to da ovi sastanci na vrhu postanu redoviti i to dva puta godišnje kako bi oni bili 'istinska ekonomska vlada'.

### Reforma
U travnju 2008. u Bruxellesu, predsjednik Europske komisije Jean-Claude Juncker predložio je da eurozona treba biti zastupljena u MMF-u kao blok, a ne svaka država članica zasebno: "Apsurdno je da se tih 15 zemalja ne složi s jedinstvenim predstavništvom u MMF-u. Zbog toga izgledamo apsolutno smiješno. Smatraju nas budalama na međunarodnoj sceni", rekao je predsjednik skupine na konferenciji u Bruxellesu. Juncker je 2017. godine izjavio da želi postići dogovor o tome do kraja svog mandata 2019. godine. Međutim, povjerenik za financije Joaquín Almunia izjavio je da se prije zajedničkog predstavljanja treba dogovoriti o zajedničkom političkom programu. 
Vodeća tijela EU-a, uključujući komisiju i nacionalne vlade, predložili su razne reforme u arhitekturi eurozone; posebno stvaranje ministra financija, veći proračun eurozone i reforma postojećih mehanizama za spašavanje u „Europski monetarni fond“ ili riznicu eurozone. Iako mnogi imaju slične teme, detalji se uvelike razlikuju.

## Gospodarstvo
██ Eurozona, kao blok, s BNP-om PPP od 44.000 USD
██ Zemlje s BNP-om PPP po stanovniku iznad 44.000 USD
██ Zemlje s BNP-om PPP po stanovniku ispod 44.000 USD

### Usporedba
|          | Stanovništvo  | BDP (nominalni)      |
| -------- | ------------- | -------------------- |
| SAD      | 328 milijuna  | 20,8 bilijuna dolara |
| Kina     | 1400 milijuna | 15,2 bilijuna dolara |
| Eurozona | 342 milijuna  | 12,7 bilijuna dolara |

BDP u PPP-u, izvoz / uvoz roba i usluga isključujući trgovinu unutar EU.

### Inflacija
Podaci o HICP-u (Harmonizirani indeks potrošačkih cijena (HICP) mjeri promjene tijekom vremena o cijenama potrošačke robe i usluga koje su stekla kućanstva. Daju usporedivu mjeru inflacije jer se izračunavaju prema usklađenim definicijama. Podaci su dostupni na mjesečnoj i godišnjoj osnovi, podijeljeni po detaljnim kategorijama potrošnje) od ESB-a, uzeti iz svibnja svake godine:
| - 2000 .: 1,7% - 2001.: 3,1% - 2002: 2,0% - 2003 .: 1,8% - 2004.: 2,5% | - 2005.: 2,0% - 2006 .: 2,5% - 2007 .: 1,9% - 2008 .: 3,7% - 2009: 0,0% | - 2010: 1,7% - 2011 .: 2,7% - 2012: 2,4% - 2013 .: 0,9% - 2014: -0,2% | - 2015: 0,3% - 2016 .: -0,1% - 2017 .: 1,4% - 2018: N / A - 2019: N / A |

### Kamatne stope
Kamatne stope za eurozonu, koje je ESB odredio od 1999. godine. Razine su u postocima godišnje. Između lipnja 2000. i listopada 2008., glavne operacije refinanciranja bile su ponude s promjenjivom kamatnom stopom, za razliku od ponuda s fiksnom kamatnom stopom. Podaci navedeni u tablici od 2000. do 2008. godine odnose se na minimalnu kamatnu stopu po kojoj ugovorne strane mogu dati svoje ponude. 
| Datum      | Mogućnost pologa | Glavne operacije refinanciranja | Mogućnost graničnog zajma |
| ---------- | ---------------- | ------------------------------- | ------------------------- |
| 1999-01-01 | 2.00             | 3.00                            | 4.50                      |
| 1999-01-04 | 2.75             | 3.00                            | 3.25                      |
| 1999-01-22 | 2.00             | 3.00                            | 4.50                      |
| 1999-04-09 | 1.50             | 2.50                            | 3.50                      |
| 1999-11-05 | 2.00             | 3.00                            | 4.00                      |
| 2000-02-04 | 2.25             | 3.25                            | 4.25                      |
| 2000-03-17 | 2.50             | 3.50                            | 4.50                      |
| 2000-04-28 | 2.75             | 3.75                            | 4.75                      |
| 2000-06-09 | 3.25             | 4.25                            | 5.25                      |
| 2000-06-28 | 3.25             | 4.25                            | 5.25                      |
| 2000-09-01 | 3.50             | 4.50                            | 5.50                      |
| 2000-10-06 | 3.75             | 4.75                            | 5.75                      |
| 2001-05-11 | 3.50             | 4.50                            | 5.50                      |
| 2001-08-31 | 3.25             | 4.25                            | 5.25                      |
| 2001-09-18 | 2.75             | 3.75                            | 4.75                      |
| 2001-11-09 | 2.25             | 3.25                            | 4.25                      |
| 2002-12-06 | 1.75             | 2.75                            | 3.75                      |
| 2003-03-07 | 1.50             | 2.50                            | 3.50                      |
| 2003-06-06 | 1.00             | 2.00                            | 3.00                      |
| 2005-12-06 | 1.25             | 2.25                            | 3.25                      |
| 2006-03-08 | 1.50             | 2.50                            | 3.50                      |
| 2006-06-15 | 1.75             | 2.75                            | 3.75                      |
| 2006-08-09 | 2.00             | 3.00                            | 4.00                      |
| 2006-10-11 | 2.25             | 3.25                            | 4.25                      |
| 2006-12-13 | 2.50             | 3.50                            | 4.50                      |
| 2007-03-14 | 2.75             | 3.75                            | 4.75                      |
| 2007-06-13 | 3.00             | 4.00                            | 5.00                      |
| 2008-07-09 | 3.25             | 4.25                            | 5.25                      |
| 2008-10-08 | 2.75             |                                 | 4.75                      |
| 2008-10-09 | 3.25             |                                 | 4.25                      |
| 2008-10-15 | 3.25             | 3.75                            | 4.25                      |
| 2008-11-12 | 2.75             | 3.25                            | 3.75                      |
| 2008-12-10 | 2.00             | 2.50                            | 3.00                      |
| 2009-01-21 | 1.00             | 2.00                            | 3.00                      |
| 2009-03-11 | 0.50             | 1.50                            | 2.50                      |
| 2009-04-08 | 0.25             | 1.25                            | 2.25                      |
| 2009-05-13 | 0.25             | 1.00                            | 1.75                      |
| 2011-04-13 | 0.50             | 1.25                            | 2.00                      |
| 2011-07-13 | 0.75             | 1.50                            | 2.25                      |
| 2011-11-09 | 0.50             | 1.25                            | 2.00                      |
| 2011-12-14 | 0.25             | 1.00                            | 1.75                      |
| 2012-07-11 | 0.00             | 0.75                            | 1.50                      |
| 2013-05-08 | 0.00             | 0.50                            | 1.00                      |
| 2013-11-13 | 0.00             | 0.25                            | 0.75                      |
| 2014-06-11 | -0.10            | 0.15                            | 0.40                      |
| 2014-09-10 | -0.20            | 0.05                            | 0.30                      |
| 2015-12-09 | -0.30            | 0.05                            | 0.30                      |
| 2016-03-16 | -0.40            | 0.00                            | 0.25                      |

### Javni dug
Sljedeća tablica navodi omjer javnog duga i BDP-a u postocima za zemlje eurozone koji je izdao EuroStat. Kriterij konvergencije eura je 60%.
| Zemlja     | 2007  | 2008  | 2009  | 2010  | 2011  | 2012  | 2013  | 2014  | 2015  | 2016  | 2017  | 2018  | 2019  | 2020  | 2021  | 2022  |
| ---------- | ----- | ----- | ----- | ----- | ----- | ----- | ----- | ----- | ----- | ----- | ----- | ----- | ----- | ----- | ----- | ----- |
| Eurozona   | 64.9  | 69.6  | 78.5  | 84.0  | 86.0  | 91.0  | 93.0  | 93.1  | 90.7  | 88.9  | 86.7  | 85.9  | 83.8  | 97.2  | 95.6  | 94.2  |
| Austrija   | 64.7  | 68.7  | 79.7  | 82.4  | 82.2  | 81.9  | 81.3  | 84.0  | 86.2  | 83.6  | 78.4  | 74.0  | 70.6  | 83.3  | 82.8  | 82.7  |
| Belgija    | 87.0  | 93.2  | 99.6  | 99.7  | 102.3 | 104.8 | 105.5 | 107.0 | 106.0 | 105.7 | 103.1 | 100.0 | 97.7  | 112.8 | 108.2 | 108.3 |
| Cipar      | 53.5  | 45.5  | 53.9  | 56.3  | 65.8  | 80.3  | 104.0 | 109.1 | 108.9 | 107.1 | 97.5  | 100.6 | 91.1  | 115.0 | 103.6 | 95.2  |
| Estonija   | 3.7   | 4.5   | 7.0   | 6.6   | 5.9   | 9.8   | 10.2  | 10.6  | 9.7   | 9.4   | 9.0   | 8.4   | 8.6   | 19.0  | 18.1  | 16.7  |
| Finska     | 34.0  | 32.6  | 41.7  | 47.1  | 48.5  | 53.6  | 56.2  | 59.8  | 63.1  | 63.1  | 61.4  | 59.0  | 59.5  | 69.0  | 65.8  | 72.1  |
| Francuska  | 64.3  | 68.8  | 79.0  | 81.7  | 85.2  | 90.6  | 93.4  | 94.9  | 95.8  | 96.5  | 97.0  | 98.4  | 97.5  | 114.6 | 112.9 | 113.1 |
| Grčka      | 103.1 | 109.4 | 126.7 | 146.2 | 172.1 | 161.9 | 178.4 | 180.2 | 176.9 | 180.8 | 178.6 | 181.2 | 180.7 | 206.3 | 193.3 | 182.1 |
| Hrvatska   | 37.2  | 39.1  | 48.4  | 57.3  | 63.7  | 69.4  | 80.3  | 83.9  | 83.3  | 79.8  | 76.7  | 73.3  | 71.1  | 87.3  | 79.8  | 74.3  |
| Irska      | 23.9  | 42.2  | 61.8  | 86.8  | 109.1 | 119.9 | 119.9 | 104.2 | 93.8  | 72.8  | 68.0  | 63.6  | 57.2  | 58.4  | 56.0  | 51.4  |
| Italija    | 99.8  | 106.2 | 112.5 | 115.4 | 116.5 | 126.5 | 132.5 | 135.4 | 132.7 | 132   | 131.8 | 134.8 | 134.3 | 155.3 | 150.8 | 150.2 |
| Latvija    | 8.0   | 18.6  | 36.6  | 47.5  | 42.8  | 42.2  | 40.0  | 41.6  | 36.4  | 40.6  | 40.1  | 36.4  | 36.7  | 43.3  | 44.8  | 41.6  |
| Litva      | 15.9  | 14.6  | 29.0  | 36.2  | 37.2  | 39.7  | 38.7  | 40.5  | 42.7  | 40.1  | 39.7  | 34.1  | 35.9  | 46.6  | 44.3  | 39.6  |
| Luksemburg | 7.7   | 15.4  | 16.0  | 20.1  | 19.1  | 22.0  | 23.7  | 22.7  | 21.4  | 20.8  | 23.0  | 21.0  | 22.3  | 24.8  | 24.4  | 25.4  |
| Malta      | 62.3  | 61.8  | 67.8  | 67.6  | 69.9  | 65.9  | 65.8  | 61.6  | 63.9  | 57.6  | 50.8  | 45.8  | 40.7  | 53.4  | 57.0  | 55.1  |
| Nizozemska | 42.7  | 54.7  | 56.5  | 59.0  | 61.7  | 66.3  | 67.7  | 67.9  | 65.1  | 61.8  | 56.7  | 52.4  | 48.5  | 54.3  | 52.1  | 50.9  |
| Njemačka   | 63.7  | 65.5  | 72.4  | 81.0  | 78.3  | 81.1  | 78.7  | 75.6  | 71.2  | 68.1  | 64.1  | 61.9  | 58.9  | 68.7  | 69.3  | 67.2  |
| Portugal   | 68.4  | 75.6  | 83.6  | 96.2  | 111.4 | 129.0 | 131.4 | 132.9 | 129.0 | 130.1 | 125.7 | 122.2 | 116.6 | 135.2 | 127.4 | 123.4 |
| Slovačka   | 30.1  | 28.6  | 41.0  | 43.3  | 43.3  | 51.8  | 54.7  | 53.6  | 52.9  | 51.8  | 50.9  | 49.4  | 48.1  | 59.7  | 63.1  | 60.3  |
| Slovenija  | 22.8  | 21.8  | 36.0  | 40.8  | 46.6  | 53.6  | 70.0  | 80.3  | 83.2  | 78.5  | 73.6  | 70.4  | 65.6  | 79.8  | 74.7  | 73.5  |
| Španjolska | 35.6  | 39.7  | 52.7  | 60.1  | 69.5  | 86.3  | 95.8  | 100.7 | 99.2  | 99.0  | 98.3  | 97.6  | 95.5  | 120.0 | 118.4 | 116.1 |

### Fiskalne politike
Primarno sredstvo za fiskalnu koordinaciju unutar EU nalazi se u širokim smjernicama ekonomske politike koje su napisane za svaku državu članicu, ali s posebnim osvrtom na 19 trenutnih članica eurozone. Ove smjernice nisu obvezujuće, ali imaju za cilj predstavljati koordinaciju politika među državama članicama EU-a kako bi se uzele u obzir povezane strukture njihovih gospodarstava.
Zbog međusobnog osiguranja i stabilnosti valute, članice eurozone moraju poštovati Pakt stabilnosti i rasta, koji postavlja dogovorena ograničenja deficita i državnog duga, i s tim povezanim sankcijama za odstupanje. Pakt je prvotno postavio granicu od 3% BDP-a za godišnji deficit svih država članica eurozone; uz novčane kazne za bilo koju državu koja je premašila taj iznos. 2005. godine Portugal, Njemačka i Francuska su premašili taj iznos, ali Vijeće ministara nije izglasalo novčane kazne za te države. Potom su usvojene reforme kako bi se osigurala veća fleksibilnost i osiguralo da kriteriji deficita uzimaju u obzir ekonomske uvjete država članica i dodatne čimbenike.
Fiskalni sporazum (poznatiji na engleskom jeziku, kao ''Fiscal Compact'') (službeno punim nazivom na hrvatskom jeziku Ugovor o stabilnosti, usklađivanju i upravljanju u ekonomskoj i monetarnoj uniji), međuvladin je ugovor uveden kao nova stroža verzija Pakta za stabilnost i rast, potpisan 2. ožujka 2012. godine od strane svih država članica Europske unije (EU), osim Češke, Ujedinjenog Kraljevstva i Hrvatske (koja je Uniji pristupila u srpnju 2013.). Ugovor je stupio na snagu 1. siječnja 2013. za 16 država koje su završile ratifikaciju prije ovog datuma. Od 1. travnja 2014. godine ratificiran je i stupio na snagu za svih 25 potpisnika.
Francuski ekonomist i profesor Olivier Blanchard sugerira da fiskalna unija u EU-u može ublažiti razorne učinke jedinstvene valute na periferne zemlje EU-a. Ali dodaje da valutni blok neće funkcionirati savršeno čak i ako se izgradi sustav fiskalnih transfera, jer, tvrdi, nije riješeno temeljno pitanje prilagodbe konkurentnosti. Problem je u tome što, budući da periferne zemlje EU-a nemaju vlastite valute, prisiljene su prilagoditi svoje ekonomije smanjenjem plaća umjesto devalvacije valute.

## Odredbe o spašavanju
Financijska kriza 2007. – 2008. potaknula je brojne reforme u eurozoni. Jedan je bio zaokret u politici spašavanja eurozone koja je dovela do stvaranja posebnog fonda za pomoć državama eurozone u nevolji. Europski instrument za financijsku stabilnost (EFSF) i Europski mehanizam za financijsku stabilnost (EFSM) stvoreni su 2010. godine kako bi, uz Međunarodni monetarni fond (MMF), pružili sustav i fond za spašavanje članova. Međutim, EFSF i EFSM bili su privremeni, mali i nisu imali osnove u ugovorima o EU. Stoga je 2011. dogovoreno uspostavljanje Europskog mehanizma za stabilnost (ESM) koji bi bio puno veći, financirale bi ga samo države eurozone (a ne EU u cjelini kao što je bio slučaj s EFSF-om i EFSM-om) i imao bi trajnu, ugovornu osnovu. Kao rezultat toga, njegovo stvaranje uključivalo je usuglašavanje izmjene i dopune članka 136. TEFU-a koja omogućava ESM i novi Ugovor o ESM-u gdje se detaljno navodi kako će ESM djelovati. Ako se oba akta uspješno ratificiraju prema rasporedu, ESM bi bio operativan do trenutka kada EFSF i EFSM isteknu, sredinom 2013. godine.
U veljači 2016. Ujedinjeno Kraljevstvo osiguralo je daljnju potvrdu da zemlje koje ne koriste euro neće biti dužne doprinositi spašavanjima zemalja eurozone.

## Stručna recenzija
U lipnju 2010. konačno je postignut široki sporazum o kontroverznom prijedlogu za države članice da međusobno revidiraju proračune prije njihova predstavljanja nacionalnim parlamentima. Iako su se međusobnom prikazivanju cjelokupnog proračuna protivile Njemačka, Švedska i Ujedinjeno Kraljevstvo, svaka bi vlada šest mjeseci prije odlaska u nacionalne parlamente predočila svojim kolegama i Komisiji svoje procjene rasta, inflacije, razine prihoda i rashoda. Ako bi zemlja imala deficit, morali bi ga opravdati ostatkom EU-a, dok bi zemlje s dugom većim od 60% BDP-a bile suočene s većim nadzorom.
Planovi bi se odnosili na sve članice EU, a ne samo na eurozonu, te ih čelnici EU-a moraju odobriti zajedno s prijedlozima država koje se suočavaju sa sankcijama prije nego što dosegnu granicu od 3% iz Pakta za stabilnost i rast. Poljska je kritizirala ideju zadržavanja regionalnog financiranja za one koji probiju granice deficita, jer bi to utjecalo samo na siromašnije države. U lipnju 2010. Francuska se složila podržati njemački plan za suspenziju glasačkih prava članova koji krše pravila. U ožujku 2011. pokrenuta je nova reforma Pakta za stabilnost i rast s ciljem ispravljanja pravila usvajanjem automatskog postupka za izricanje kazni u slučaju kršenja pravila o deficitu ili dugu.

## Kritika
Nobelovac, ekonomist James Tobin, mislio je da projekt eura neće uspjeti bez drastičnih promjena u europskim institucijama, ukazujući na razliku između SAD-a i eurozone. Smatra kako u pogledu monetarne politike, američka središnja banka FRD ima za cilj rast i smanjenje nezaposlenosti, dok ESB nastoji dati svoj prvi prioritet stabilnosti cijena pod nadzorom njemačke središnje banke. Kako se razina cijena valutnog bloka održava niskom, razina nezaposlenosti u regiji postala je viša od one u SAD-u od 1982. 
Kada je riječ o fiskalnoj politici, 12 posto američkog saveznog proračuna koristi se za transfere saveznim državama u SAD-u i lokalnim vlastima. Također, kada savezna država ima financijskih ili ekonomskih poteškoća, priličan iznos novca automatski se prenosi toj saveznoj državi. Američka vlada ne nameće ograničenja politikama državnog proračuna saveznim državama. To se razlikuje od fiskalne politike eurozone, gdje Maastrichtski ugovor zahtijeva da svaka država članica eurozone ima svoj proračunski deficit manji od 3 posto svog BDP-a.
U veljači 2019., studija Centra za europsku politiku zaključila je da su neke zemlje, iako su dobile korist od uvođenja eura, bile siromašnije nego što bi bile da ga nisu usvojile, a posebno su pogođene Francuska i Italija. Autori su tvrdili da je to posljedica utjecaja na konkurentnost; obično bi države devalvirale svoje valute kako bi svoj izvoz pojeftinile na svjetskom tržištu, ali to nije bilo moguće zbog zajedničke valute.

### Ekonomski policajci
Godine 1997. Arnulf Baring, njemački pravnik, novinar, politolog, suvremeni povjesničar i autor izrazio je zabrinutost da će Europska monetarna unija od Nijemaca učiniti najomraženije ljude u Europi. Baring je sumnjao na mogućnost da će stanovnici mediteranskih zemalja Nijemce i valutni blok smatrati ekonomskim policajcima.